# Maurits Herman Insinger

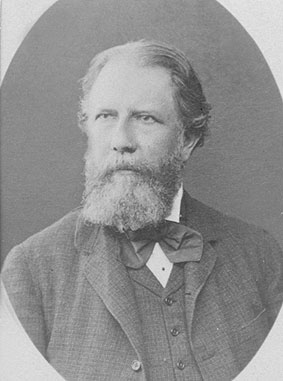
M.H. Insinger

Maurits Herman Insinger (Amsterdam, 25 april 1825 - Driebergen, 4 november 1891) was een Nederlands bankier en liberaal politicus. 
Maurits was zoon van Jacob Herman Insinger en Maria Catharina Ringeling. Hij huwde jonkvrouwe Henrietta Agnes van Loon (1825-1902) dochter van jonkheer Willem van Loon van Herengracht 499. Zij zou later dame du palais van Koningin Emma worden.  Het paar woonde in het vorstelijke stadspaleis Herengracht 458 in Amsterdam. 
De Insingers stamden uit een van oorsprong Duitse koopmansfamilie. Doordat het huwelijk kinderloos bleef zou deze tak van de familie Insinger uitsterven.

## Bankier
Insinger bekleedde vele functies in het bedrijfsleven en het bankwezen. Als mede-vennoot van de bank Insinger & Co. trad Insinger op als directeur van onder andere katoen-, suiker- en cacaoplantages in de koloniën.
De familie Insinger had belangen in verschillende plantages in Suriname tijdens de slavernijperiode, waaronder koffieplantage Wederzorg.  

## KNSM
Gedurende twintig jaar was Insinger drecteur van de samen met Christian Ramann en Charles Auguste von Hemert opgerichte Koninklijke Nederlandsche Stoomboot Maatschappij (KNSM), van 1857 tot 1877. In die jaren was hij tegelijk een periode directeur van het Amsterdamsch Entrepôt Dok in Amsterdam, namelijk van 1866 to 1872.

## Politicus
In zijn periode als Statenlid van Noord-Holland voor het kiesdistrict Amsterdam (1871-1881) combineerde Insinger van 1876 tot 1883 deze met het lidmaatschap van de gemeenteraad van Amsterdam. Zijn lidmaatschap van de Eerste Kamer der Staten-Generaal (voor Noord-Holland) besloeg de periode tussen 11 juli 1881 en 11 oktober 1884.
Insinger was lid van de Eerste Kamer der Staten-Generaal op verschillende momenten tussen 1881 en 1891. Zijn kamerlidmaatschap als afgevaardigde van Noord-Holland begon in juli 1881 en eindigde bij de ontbinding van de beide Kamers Staten-Generaal in maart 1888. De volgende periode was bijna aansluitend van mei 1888 tot zijn dood in 1891. Als parlementariër sprak Insinger vooral over handelsaangelegenheden, koloniale zaken en waterstaat. Hij was tegenstander van de koloniale politiek van minister Keuchenius. 

## Nevenfuncties
- lid Raad van Commissarissen "De Nederlandsche Bank" (1878 – 1891)
- lid Raad van toezicht Maatschappij voor Gemeentecrediet, (1879 – 1891)
- lid Raad van Commissarissen afdeling ambachtsscholen, Maatschappij voor de Werkende Stand (1879 – 1883)
- lid Raad van Commissarissen Surinaamsche Bank (1883 – 1891)